# Meena Harris
Meenakshi Ashley Harris (Oakland, 20 de octubre de 1984) es una abogada, autora de libros para niños y productora estadounidense, fundadora de Phenomenal Woman Action Campaign. En junio de 2020, publicó su primer libro de HarperCollins, titulado Kamala and Maya's Big Idea, que se basa en la historia de su madre, Maya Harris, y su tía, Kamala Harris, la exvicepresidenta de los Estados Unidos.

## Infancia y educación
Meenakshi Ashley Harris nació el 20 de octubre de 1984. Su madre, Maya Harris, es abogada y experta en políticas. Su tía, Kamala Harris, fue la vicepresidenta de los Estados Unidos y exsenadora de los Estados Unidos por California. Su abuela, Shyamala Gopalan, fue una investigadora del cáncer indioestadounidense y activista de los derechos civiles, y su abuelo, Donald Harris, es un profesor de economía jamaiquinoestadounidense en Stanford y activista de los derechos civiles.
Recibió su licenciatura ´por la Universidad de Stanford en 2006 y su título de abogada de la Escuela de Derecho Harvard en 2012. Se graduó por la Bishop O'Dowd High School en Oakland.

## Carrera
Es la fundadora en 2017 de Phenomenal Woman Action Campaign, una organización que crea conciencia sobre las causas sociales. La campaña cubre una variedad de temas de políticas, incluida la excelencia educativa y la equidad en la atención médica, la reforma de la justicia penal, la paridad de género en STEM, la salud reproductiva y la representación política. Los embajadores de la campaña incluyen a Serena Williams, Jessica Alba, Mark Ruffalo, Tracee Ellis Ross, Viola Davis, Yara Shahidi, Janelle Monae, Sarah Silverman, Debbie Allen, Rosario Dawson, Van Jones, Lizzo, Cecile Richards y más. En septiembre de 2018, también coordinó un anuncio de página completa en el New York Times con Alicia Garza, fundadora de Black Lives Matter Global Network, para demostrar el apoyo nacional a Christine Blasey Ford y a las sobrevivientes de agresión sexual.
En 2020 publicó su primer libro para niños de HarperCollins titulado Kamala and Maya's Big Idea, que se basa en la historia real de su madre, Maya Harris, y su tía Kamala Harris.
Anteriormente, también se desempeñó como jefa de Estrategia y Liderazgo en Uber, y trabajó para el despacho de abogados internacional Covington & Burling, Slack Technologies y Facebook.
Durante la exitosa campaña de 2016 de Kamala Harris para el Senado de los Estados Unidos, Meena Harris se desempeñó como asesora principal en políticas y comunicaciones. De 2016 a 2017 fue comisionada de la Comisión de la Condición Jurídica y Social de la Mujer de San Francisco.
En diciembre de 2020, se anunció que junto a Brad Jenkins lanzaban un estudio de producción llamado «Phenomenal Productions».
El 19 de enero de 2021, publicó su segundo libro, Ambitius Girl.

## Vida personal
Está casada con Nikolas Ajagu. Tienen dos hijas, Amara y Leela.

## Obras publicadas
- Kamala and Maya's Big Idea. HarperCollins, 2020. ISBN 9780062937407
- Ambitious Girl. Little, Brown Books for Young Readers, 2021.